# Cliff Inglis
Cliff "Ticker" Inglis (ur. w 1935 zm. w 2001) – angielski darter pochodzący z Plymouth w Anglii (hrabstwo Devon). Najlepsze lata miał w latach 70. XX wieku, kiedy to wygrał Winmau World Masters w 1974 roku. 
Inglis wygrał Winmau World Masters w 1974 roku, kiedy to jego przeciwnikiem w finale był Harry Heenan (Inglis zwyciężył w stosunku 3-2). Rok później był finalistą turniejów Unicorn World Darts Championship i Indoor League. 
11 listopada 1975 Inglis wszedł do Księgi rekordów Guinnessa, kiedy to w klubie Broomfield Working Men's Club w Devon zaliczył najwyższą w historii średnią punktu na jedną rzutkę – 52,68.